# Appleton (ort i Kanada)
Appleton är en ort i Kanada.   Den ligger i provinsen Newfoundland och Labrador, i den östra delen av landet, 1 600 km öster om huvudstaden Ottawa. Appleton ligger 35 meter över havet och antalet invånare är 622.
Terrängen runt Appleton är huvudsakligen platt. Appleton ligger nere i en dal. Trakten runt Appleton är nära nog obefolkad, med mindre än två invånare per kvadratkilometer.. Närmaste större samhälle är Glenwood, 1,2 km väster om Appleton.
I omgivningarna runt Appleton växer i huvudsak blandskog.